# Hydroptila voticia
Hydroptila voticia är en nattsländeart som beskrevs av Malicky 1992. Hydroptila voticia ingår i släktet Hydroptila och familjen smånattsländor. Inga underarter finns listade i Catalogue of Life.